# Sărătura, Satu Mare
Sărătura (în maghiară Sóspuszta) este un sat ce aparține orașului Ardud din județul Satu Mare, Transilvania, România.
 Acest articol despre o localitate din județul Satu Mare este deocamdată un ciot. Puteți ajuta Wikipedia prin completarea lui.